# التعاليم البهائية
تشمل التعاليم والمبادئ البهائية عددًا كبيرًا من التصريحات والأفكار اللاهوتية والاجتماعية والروحية التي أسسها بهاء الله مؤسس (شارع) الدين البهائي، وأوضحها عبدالبهاء، نجل بهاء الله ومبيّن آثاره، وكذلك شوقي أفندي حفيد عبدالبهاء. وقد دونت تلك التعاليم في الكتابات البهائية المختلفة. من التعاليم البهائية العامة: وحدانية الله، ووحدة الدين، ووحدة البشر، والطبيعة الإنسانية، وحياة الروح، والعبادة والخدمة، والمساهمة في تقدم الحضارة الإنسانية، وضرورة تحري الحقيقة، والتعليم الإلزامي، والمساواة بين الجنسين، والتوافق بين العلم والدين، والسلام العالمي.

## المعنى الاصطلاحي
يعرف مصطلح «المبادئ البهائية» في المدونات الرسمية التابعة للإدارة البهائية على أنها الأصول المستخلصة من الكتابات المنزّلة في الدّور البهائي، والّتي يعتبرها البهائيّون هاديًا لهم وتوجيهًا إلهيًّا يحدّد معالم الشّوط الحاليّ من المسيرة الإنسانيّة، ويجدون فيها الأساس الذي ستشاد عليه الحضارة العالمية المقبلة. فالمبادئ بهذا التصور هي بمثابة أهدافٍ تدور حولها وتسدّد إليها جهود وموارد وإمكانيات كلٍّ من الأفراد والجماعات على السّواء. ويضع البهائيون مبادئ وأحكام دينهم موضع التّنفيذ، ويركزون جهدهم لتحقيق مضمونها في حياتهم اليوميّة.

## المبادئ والتعاليم الأساسية
كثيرًا ما ترد المبادئ والتعاليم التالية كموجزٍ سريعٍ للتعاليم البهائية. وهي مستمدةٌ من نصوص الخطب التي ألقاها عبدالبهاء خلال جولته في أوروبا وأمريكا الشمالية خلال الأعوام 1911م- 1913م. وتُعد تلك القائمة غير رسمية، وإن كانت تتكرر في مدوناتٍ بهائيةٍ رسميةٍ أحيانًا بزيادةٍ أو نقصانٍ بعض البنود الواردة.

### وحدانية الله
يؤمن البهائيون بالله الواحد الأحد، الأزليّ الأبديّ، وخالق الوجود. إن الإيمان بوحدانية الله هي من التعاليم الأساسية في الدين البهائي. يوصَف الله في البهائية بأنه الغيب المنيع الذي لا يُعرف وفوق إدراك الإنسان بعقله. وهو مصدر كل الوحي، وأبديٌ، وعليمٌ، وقادرٌ، ومهيمنٌ على كل الوجود. على الرغم من أن الناس قد يكون لديهم أفكار مختلفة عن الله، ويصلّون بلغاتٍ مختلفةٍ، أو قد تُستخدم أسماءً مختلفةً للإشارة إلى الله، إلا أنهم جميعًا يشيرون إلى حقيقةٍ واحدةٍ وخالقٍ واحدٍ.
يعتقد البهائيون بأن الفهم المباشر للذات الأحدية أمرٌ مستحيلٌ. وبالرغم من أن الوصول المباشر إلى الله غير ممكنٍ، يعبّر الله عن مشيئته بطرقٍ مختلفةٍ، فمن وقتٍ لآخرٍ يخاطب البشرية عن طريق الوحي الإلهي المنزل على الأنبياء والمرسلين، الذين يُطلق عليهم «مظاهر الظهور الإلهي» في البهائية، فيُظهر الله صفاته وتجلياته في عمليةٍ تدريجيةٍ عن طريق الأنبياء والرسل وفقًا لقدرات الإنسان واحتياجاته في كل عصرٍ.

### وحدة الأديان
يعلم بهاء الله أتباعه أن أصل كل الأديان واحدٌ، فمبادئهم الأساسية مشتركةٌ مع بعضها البعض، والغرض من جميعها واحدٌ، وتعاليم الديانات جميعها تُلقي الضوء على جوانب مختلفةٍ من حقيقةٍ واحدةٍ. فالدين الإلهي بحسب الاعتقادات البهائية هو دينٌ واحدٌ يتم تقديمه تدريجيًا للبشرية مع مرور الزمن، حسب احتياجات البشر في كل زمانٍ ومكانٍ. فالوحي الإلهي والرسالات السماوية هي عمليةٌ مستمرةٌ متصلةٌ غير منقطعةٍ، تقود البشرية إلى حضارةٍ دائمة التقدم.
وفقًا للعقيدة البهائية، فإن الأنبياء والرسل، من خلال عمليةٍ مستمرةٍ وتدريجيةٍ، وبناءً على قدرة الاستيعاب البشري، واحتياجات وظروف كل زمانٍ ومكانٍ، يقدمون التعاليم والإرشادات اللازمة لتطور الإنسان الاجتماعي والروحي والنهوض بقدراته ومسؤولياته. ضمن هذا المفهوم، يتم تقديم الحقيقة والتعاليم الدينية تدريجيًا بما يتناسب مع القدرة الروحية للبشر في كل نقطةٍ ومرحلةٍ من التاريخ. وتظهر الاختلافات بين الأديان في التعاليم الاجتماعية وأحكامها، والتي من الممكن أن تختلف حسب درجة النضج الاجتماعي والروحي للبشر، والظروف الخاصة للمجتمع الذي ظهر فيه دينٌ معينٌ. وسببٌ آخر للاختلافات بين الأديان هو المفاهيم الخاطئة والتفسيرات التي تراكمت على مر القرون من قِبل أتباع الديانات، والتي شوّهت حقيقة ذلك الدين فيما بعد.

### استمرارية الهداية الإلهية وتتابع الرسالات
استمرارية الهداية الإلهية هي أحد التعاليم الأساسية في الدين البهائي. هذا التعليم هو تذكيرٌ بأن الله أمينٌ لعهده العام. وفقًا للعقيدة البهائية، يرسل الله دائمًا الأنبياء والمرسلين للبشرية في عمليةٍ تدريجيةٍ وتطوريةٍ مع تعاليم تقدمية ومناسبة لذلك الوقت، يقدمون التعاليم والإرشادات اللازمة لتطور الإنسان الاجتماعي والروحي، والنهوض بقدراته ومسؤولياته، بما يتناسب مع حالة الزمان والمكان التي يظهر فيه. فالله يتجلّى في هذا العالم من خلال ظهور رسله وأنبيائه تترًا في دوراتٍ لرسالاتٍ متعاقبةٍ، من خلال عمليةٍ مستمرةٍ وتدريجيةٍ. ضمن هذا المفهوم، يتم تقديم الحقيقة والتعاليم الدينية تدريجيًا بما يتناسب مع القدرة الروحية للبشر في كل نقطةٍ ومرحلةٍ من التاريخ. فالأديان مترابطة مع بعضها كحلقاتٍ في سلسلةٍ مترابطةٍ؛ فهي عملية تعاقب الرسالات الآخذة في التطور، ومع ظهور أي دينٍ، يتم إحياء «الحقائق الأبدية» (المبادئ الروحية والأخلاقية) التي أغفلها أتباع الدين السابق مع مرور الوقت وتمسكهم بالتقاليد التي أبعدتهم عن حقيقة الدين. من هذا المنطلق، يمكن تشبيه الظهور المتعاقب للأديان بقدوم الربيع؛ فمع قدوم كل ربيعٍ يعمّ الوجود طاقةٌ وحيويةٌ جديدةٌ مزدهرةٌ لتحلّ محلّ برودة وموت الطبيعة في الشتاء السابق. في تعاليم بهاء الله، الحقائق الدينية نسبيةٌ وآخذةٌ في التطور، مما يعني أن التعاليم الدينية تتغير من خلال الظهور المستمر للأديان بتعاقبٍ يواكب العصر وتطوّر فهم الإنسان. والغرض من ظهور المرسلين والأنبياء هو ظهور النعم والبركات الإلهية، والرقي الروحي للإنسان من أجل سمو روحه وترقيها في هذا العالم وإعداده للعالم الآخر.
ترجع الاختلافات بين الأديان في التعاليم الاجتماعية وأحكامها، والتي تختلف حسب تطور الإنسانية ودرجة النضج الاجتماعي والروحي للبشر، والظروف الخاصة للمجتمع الذي ظهر فيه ذلك الدين؛ فالتعاليم التي تصلح لمرحلةٍ من مراحل التطور لا تصلح لمرحلةٍ لاحقةٍ، مما يستدعي تعاليم جديدةٍ. وسببٌ آخر للاختلافات بين الأديان هو المفاهيم الخاطئة والتفسيرات التي تراكمت على مر القرون من قِبل أتباع الديانات، والتي شوّهت حقيقة ذلك الدين فيما بعد. لقد تطورت البشرية تدريجيًا، مستفيدةً من التوجيه الإلهي الذي يأتي إليها مع ظهور الأديان المتتالي، ووصلت إلى دوائر الوحدة الأكثر انتشارًا والتي تشمل الأسرة، والقبيلة، والمدينة، والأمة. وفقًا لهذا المفهوم، يؤمن البهائيون بالأصل الإلهي لجميع الديانات الرئيسية في العالم ويعتبرون الأديان مراحل مختلفةً لعمليةٍ تربويةٍ عظيمةٍ. يعتقد البهائيون أيضًا أن بهاء الله هو آخر مظاهر الوحي الإلهي لهذا الزمن، ، ولكنه ليس الأخير إطلاقًا، وأنه من خلال تعاليمه يمكن للإنسان أن يصل إلى مستوىً أعلىً من الوحدة والنضج الجماعي.

### العهد والميثاق
العهد هو اتفاقٌ بين أفرادٍ أو جماعاتٍ يربط الطرفين معًا بقبول سلسلةٍ من المسؤوليات المتبادلة. مفهوم العهد في الأديان يشير إلى عهدٍ رمزيٍ بين الله وأتباع ذلك الدين. وقد أشارت الكتابات الدينية العالمية المقدسة إلى اتفاقيةٍ روحانيةٍ فيما بين الله والإنسانية. تشير كتابات بهاء الله إلى وجود اتفاقيتين متلازمتين بين الله والإنسان. فهناك العهد العام أو العهد الأكبر، وفيه يعِد الله ألا يترك البشرية وشأنها وأن يرسل إرشاده باستمرارٍ، وتلتزم البشرية بدورها بطاعة تعاليم الله والعمل وفقًا لها متى أرسل الله رسالته. ويتم هذا العهد بين كل رسولٍ يأتي من عند الله وبين أتباعه فيما يتعلق بالتدبير التالي وتتابع الرسالة الإلهية. وهناك العهد الخاص أو العهد الأصغر، والذي يتعلق بالخلافة في الدين نفسه، حيث يحدّد كل نبيٍّ مسألة الخلافة والقيادة بعد وفاته، ويطلب من أتباعه اتباع الخليفة المعيّن.
باعتقاد البهائيين، الغرض من العهد الخاص في البهائية، المعروف أيضًا باسم العهد الأصغر، هو الحفاظ على وحدة المجتمع، ومواصلة عملية الإرشاد وشرح معاني آثار وكتابات بهاء الله. ترك بهاء الله تعليماتٍ صريحةً، واضحةً، ومكتوبةً في وصيته التي خطها بيده "كتابُ عهدي" بخصوص مسؤولية قيادة المجتمع البهائي من بعده، وحولّه إلى ابنه الأكبر عبد البهاء، وبذلك أصبح عبد البهاء وليًا للدين البهائي وهو الوحيد الذي أنيطت له صلاحية ومسؤولية تفسير نصوص وكتابات بهاء الله. ثم عهد عبد البهاء بدوره حسب وصيته في «ألواح الوصايا» بهذه المسؤولية على عاتق حفيده شوقي أفندي. وأخيرًا، كما تم تحديده، أوكلت إلى بيت العدل الأعظم، والذي تم ذكره كأعلى هيئةٍ تشريعيةٍ في كتابات بهاء الله، ويوضّح عبد البهاء كيف يتم انتخابه من قبل المحافل المركزية. ليس في الدين البهائي نظام كهنةٍ أو رجال دينٍ من أي نوعٍ، وبدل ذلك، يُدير الجامعة البهائية سلسلةٌ من السلطة المباشرة ابتداءً من الباب، إلى بهاء الله، وعبد البهاء، وشوقي أفندي، وانتهاءً ببيت العدل الأعظم الذي تنتخبه انتخابًا ديموقراطيًا المؤسسات المركزية القائمة في الجامعة البهائية في أنحاء العالم. مبدأ العهد يتطلب من البهائيين البقاء مخلصين في جميع الأوقات للسلطة المخصصة لحكم المجتمع وتوجيهه. ووفقًا لهذا المبدأ، فإن رفض اتباع تلك السلطة تعني رفض بهاء الله بحد ذاته. هذا المبدأ يحافظ على تماسك ووحدة المجتمع البهائي ويحميه من الانشقاق والانقسام.
مع وفاة بهاء الله، دخل الدين البهائي مرحلةً في تطوره كانت إيذانًا بظهور ما يعتبره البهائيون السمة المميزة لدينهم. كان هذا هو نقل بهاء الله الصريح للسلطة من أجل إنشاء نظامٍ مؤسسيٍ مصممٍ لتوجيه وحماية وتوسيع المجتمع البهائي الناشئ. وبسبب هذا النظام بشكلٍ أساسيٍ، أفلت الدين البهائي من الانقسام إلى طوائف. ويتم تشجيع جميع البهائيين على قراءة كتبهم المقدسة بأنفسهم والتوصل إلى فهمهم لها. إن ما يمنع الدين من التفتت إلى عددٍ كبيرٍ من الانقسامات هو الولاء المتوقع من كل بهائيٍ لرأس الدين، وهو في الوقت الحاضر المجلس المنتخب دوليًا والذي يُسمى ببيت العدل الأعظم. في حين أن جميع البهائيين يمكن أن يكون لديهم فهمهم الخاص لنصوصهم المقدسة، لا يُسمح لأحدٍ أن يدّعي أن فهمه موثوقٌ. بيت العدل الأعظم نفسه، بشكلٍ عامٍ، يجتنب عن الإدلاء بتصريحاتٍ لاهوتيةٍ، ويهتم بشكلٍ أساسيٍ باتخاذ القرارات الاستراتيجية والتنظيمية في الأمور التي تتعلق بإدارة الجامعة البهائية على مستوى العالم. ومع ذلك، قد تصدر أحكامًا في القضايا التي توجد فيها خلافاتٌ بين البهائيين، خاصةً إذا كانت تعتقد أن هناك خطر الانقسام. هذا الولاء لمركز الدين هو عقيدة العهد، وبالنسبة للبهائيين، فإن أكبر جريمةٍ روحيةٍ هي كسر العهد.
نظرًا لأهمية العهد والميثاق في البهائية وتجنب الانشقاق في الدين، تم توثيق نقل السلطة بشكلٍ واضحٍ جدًا في العقيدة البهائية، لذا لا يوجد طوائف في الدين البهائي في الأساس. تم طرد عدد قليل من الأفراد والجماعات من تبعية الدين بسبب انتهاك ميثاقها، لكن الباحثين لا يعتبرون هذه المجموعات طوائف؛ فهي صغيرةٌ للغاية، وتمثل إجمالًا مئات الأفراد، وليس لهم حياة جماعية وممارسات دينية مشتركة، وغالبًا سريعة الزوال. بالنسبة للبهائيين، لا يمثّل العهد والميثاق مجرّد اتفاقيةٍ مبرمةٍ ملزمةٍ، بل هي تلك القوة الروحية التي ستصون وحدة الجامعة البهائية في كل عهدٍ، إذ يُعدّ الأساس المتين الذي يقوم عليه تطوير الدين في المستقبل.

### مراحل تطور البشرية عبر التاريخ
توضح الكتابات البهائية بأن البشرية مرت بمراحل من التطور والنمو بحيث تزايد فيها مستوى اتحادهم تدريجيًا من القبيلة إلى المدينة إلى تأسيس الدول. وكان لمؤسسي الأديان تأثيرٌ كبيرٌ في تطور البشرية. ويُنظر إلى هؤلاء المؤسسين على أنهم مرشدوا الإنسانية في تطورها، والتعاليم التي جاء بها كلٌ منهم ساعدت على تطور الفكر والثقافة والعمران والعلوم والفنون كلٌ حسب الزمان والمكان الذي ظهر فيه.
وكما هو مذكورٌ في الكتابات البهائية فقد تطورت الإنسانية خلال مراحلها البدائية المشتركة إلى الطفولة ثم المراهقة وصولًا إلى ما يصرح به بهاء الله مرحلة النضج الجماعي والتي تتميز بإدراك وحدة العالم الإنساني ونشوء الوعي بالشمولية العالمية، والوعي بجوانب الحقيقة المادية والروحانية معًا. لقد صرح بهاء الله في كتاباته بأن الجميع قد خُلقوا ليساهموا في بناء حضارةٍ دائمة التقدم. لذا يؤمن البهائيون بأن الحضارة التي نادى بها بهاء الله لا تقتصر على التطور المادي فحسب، بل تشمل التطور الروحاني أيضًا.
طرح الدين البهائي رؤيةً مستقبليةً لرابطة الشعوب عالميًا تسعى نحوها البشرية منذ القدم. في عالمٍ كهذا سيتأسس السلام العالمي، وسيشمل الازدهار جميع شعوب العالم، وتعم العدالة، وستزدهر الفنون والعلوم، وستنكشف حضارةٌ عالميةٌ تسودها المحبة والوئام. ورغم ما تمر به البشرية اليوم من ظلامٍ، ولكن يؤمن البهائيون بأن أنوارالعدالة ستشرق وتعم الجميع، والمسار الذي يمر به البشرية اليوم سيؤدي إلى اتحادٍ سياسيٍ واجتماعيٍ وروحانيٍ لطالما كان في صلب تعاليم جميع الأديان، ووصفه بعض الفلاسفة والشعراء وأصحاب الرؤى على مر التاريخ. وتؤكد الكتابات البهائية بأن بزوغ مجتمعٍ عالميٍ كهذا ليس مرغوبًا لدى شعوب العالم فحسب، بل وعدٌ سيتحقق حتمًا، وستتمكن البشرية من تحقيقه عن طريق تطبيق تعاليم بهاء الله التي جاءت لهذا الغرض، والتي هي مناسبةٌ لمرحلة تطور الإنسانية في الوقت الحاضر.

### وحدة الجنس البشري
يعتقد البهائيون بأن الجنس البشري واحدٌ، وأن البشر متساوون مثل ثمار الشجرة الواحدة وأوراق الغصن الواحد، فقد صرّح بهاء الله: «كلكم أثمار شجرةٍ واحدةٍ وأوراق غصنٍ واحدٍ. تعاملوا مع بعضكم البعض بأقصى درجات الحب والانسجام والألفة والمودة». وتجد في المصادر البهائية بأن البشر هم جميعًا أعضاء عائلةٍ إنسانيةٍ واحدةٍ، ويعتبر شوقي أفندي مبدأ وحدة الجنس البشري جوهر جميع التعاليم البهائية.
تنصّ الكتابات البهائية أن هناك إنسانيةٌ واحدةٌ وأن الناس متساوون أمام الله. وتؤكد العقيدة البهائية على وحدة الإنسانية التي تتجاوز كل تقسيمات العرق والأمة والجنس والطائفية والطبقة الاجتماعية والدين وغيرها، مع الاحتفاء بتنوعها. يقول عبد البهاء أن توحيد البشر أصبح اليوم «القضية والمسألة الأساسية في الظروف الدينية والسياسية في العالم». كما تؤكد الكتابات البهائية على الوحدة البيولوجية والروحية للبشر، هذه الوحدة هي حقيقةٌ روحيّةٌ تؤكِّدها العلوم الإنسانيّة أيضًا؛ فعلم الإِنسان، وعلم وظائف الأعضاء، وعلم النّفس تعترف بانتماء الإنسان إلى أصلٍ واحد، رغم أَنَّ المظاهر الثّانويّة لحياته تختلف وتتنوَّع بصورةٍ لا حصر لها ولا عدّ.
يوضّح عبد البهاء أن النموذج الملحّ للتداخل والتكامل للثقافات في العالم والشعوب يكمن في خاصية التّشكيل والتّنسيق الذي يتسم بهما الجسم البشري. فهذا الكائن الذي يحتوي على الملايين من الخلايا ذات التّنوع الهائل من حيث الشكل والوظيفة تعمل كلّها في تعاونٍ وتنسيقٍ لتجعل من الوجود البشريّ ممكنًا. فكلّ خليةٍ مهما صَغُرت لها دورٌ تقوم به في المحافظة على سلامة الجسم، ومنذ البداية ترتبط كلٌّ منها بعمليةٍ من الأخذ والعطاء مستمرّة مدى الحياة.
يعتقد البهائيون بأن التحيزات وسوء الفهم التي تجعل مجموعةً من الناس تعتقد بأنها متفوقةٌ على الآخرين تسبب العديد من المشاكل. في اعتقادهم، لا توجد جماعةٌ عرقيةٌ أو ثقافيةٌ أو دينيةٌ أفضل من غيرها، فكل البشر خُلقوا شرفاء والجميع متساوون عند الله. وعليه فإن وحدة الجنس البشري هي إحدى أهم تعاليم بهاء الله وعليه تتمحور التعاليم الأخرى.
إن مبدأ وحدة الجنس البشري في البهائية لا تعني فرض التوحيد والتماثل، فالكتابات البهائية تعزز مبدأ الوحدة في التنوع والتناغم في التعدد. فالتنوع العرقي والثقافي والفكري وغيرها من أشكال التنوع جميلٌ وهو موضع تقديرٍ. وقد شبّه عبد البهاء التنوع بين البشر بالحديقة المليئة بالأزهار المختلفة الألوان والأشكال، وهذا التنوع هو ما يجعلها أكثر جمالًا وحيويةً.

### الوحدة في التنوع
بينما تتحدث الكتابات البهائية عن وحدة العالم وشعوبه، فإن الوحدة لا تعني التوحيد، بل تؤكد الكتابات البهائية على قيمة التنوع الثقافي والوطني والفردي من خلال مبدأ الوحدة في التنوع الذي ينص على أن مع الاعتراف بوحدة الجنس البشري، يجب الاحتفاء بالتنوع الثقافي. تُوصَف الوحدة في التنوع بشكلٍ شائعٍ في الكتابات البهائية بتنوع أزهار الحديقة الواحدة، حيث تضيف ألوان وأشكال الأزهار المختلفة إلى جمال الحديقة وصفائها.

### الطبيعة البشرية
من وجهة النظر البهائية، فإنَّ الطبيعة الإنسانية هي روحيةٌ في جوهرها، لذا فإنَّ أساس قدرات الإنسان تنبع من الطاقات الكامنة في الروح الإنسانية. بعبارةٍ أخرى فإنَّ شخصية الإنسان وقدراته الفكرية والروحية تكمن في الروح حتى لو تم التعبير عنها بواسطة الحواس خلال فترة حياته القصيرة على وجه الأرض. يعتقد البهائيون بأنَّ الغرض الحقيقي للحياة على هذه الأرض هو الإعداد روحيًا، لأنَّ الحياة هي مرحلة تطورٍ يجب من خلالها التركيز على تطوير وتنمية حياة الروح والقدرات الفكرية والذهنية.
توضح الكتابات البهائية بأن الإنسان خُلِق نبيلًا. فالكائن البشري في الأساس لديه القدرة على أن يعكس الصفات الروحانية النبيلة، ويمتلك العقل والوجدان، بالإضافة إلى القدرة على البحث والفهم والتعاطف وخدمة الصّالح العام. وقد تم تشبيه الإنسان في الكتابات البهائية بمنجمٍ ملئٍ بالأحجار الكريمة، وبالتربية تظهر هذه الصفات والكمالات الإنسانية إلى عالم الوجود وينتفع منها الجميع.
وبما أن جسم الإنسان مكوّنٌ من عناصر مختلفةٍ، وتؤدي وظائف متعددةٍ مثلما الحال في الحيوان، فإنه يتعرض خلال حياته إلى صعوباتٍ، ولديه حاجاتٌ جسميةٌ مثل الحيوانات، كالجوع، والرغبة الجنسية، والخوف، والألم، والغضب، والمرض.. إلخ. هذا الوضع يؤدي إلى خلق توترٍ وجهدٍ داخليٍ حيث إنَّ الاحتياجات الجسمانية والرغبات النفسية تدفع الفرد إلى التصرف بدنوٍ، بينما تدفعه الطبيعة الروحية نحو أهدافٍ ساميةٍ. لقد ذكر بهاء الله بأنَّ العمل والمثابرة لكبح جماح الرغبات الجسمانية وتوجيهها للاتجاه الصحيح هو أمرٌ ضروريٌ لعملية نمو الروح وتطورها. ومن أجل الوصول إلى درجة الكمال والاعتدال في الحياة يجب التوفيق والتلاؤم بين الاحتياجات الجسمانية والروحية. إنَّ الدين البهائي لا يُقرّ بأنَّ الرغبات الجسمانية للإنسان شريرةٌ أو سيئةٌ، ذلك لأنَّ مخلوقات الله سبحانه وتعالى خيرٌ محضٌ في جوهرها. وفي الواقع إنَّ الهدف الرئيسي لجسم الإنسان وقدراته هو أن يكون أداةً جيدةً لتطوير وتنمية روحه. ومع استمرار تحكّم الروح بطاقات وقِوى الجسم، يصبح الجسم وسيلةً للتعبير عن الإمكانيات الروحية له، وتصبح الأهواء النفسية والشهوات عائقًا لرقي الروح وتقدمها.
ونظرًا لأنَّ الجسم هو الوسيلة لتجلّي الروح الإنسانية، فمن الأهمية الاهتمام والعناية به. فبهاء الله لا يشجع على الزهد والتقشّف وإنَّما يركز على المحافظة على صحة الجسم، ولهذا نلاحظ بأنَّ الكتابات البهائية احتوت على عددٍ من الأحكام العملية الخاصة بالعناية بالجسم مثل التغذية السليمة، الاستحمام المنتظم وتقليم الأظافر وغيرها. هذه الأحكام وغيرها من أحكام وتعاليم الدين البهائي تأخذ مبدأ الاعتدال فيها حيّزًا كبيرًا من حيث الأهمية، لأنَّ الأمور تكون ذات فائدةٍ ومنفعةٍ عندما يعتدل المرء في إجرائها، ومضرةً عندما يتطرف في تنفيذها.

### حياة الروح وبقائها
يؤمن البهائيون ببقاء الروح، والغرض من الحياة هو تنمية القدرات الكامنة في الروح الإنسانية واكتساب المواهب الروحانية التي تحتاجها لاستمرارية الحياة في العوالم الأخرى. فالحياة الحقيقية من المنظور البهائي هي حياة الروح، وما الجسد إلا وسيلةٌ وأداةٌ لتقدم وتطور الروح في هذا العالم الناسوتي.
حسب كتابات بهاء الله، الفرق بين الدنيا والعالم الآخر يشبه الفرق بين عالم الجنين (الرحم) وهذا العالم. يوضّح عبد البهاء كما أن الأيدي والأقدام والأعين والأذنين والأعضاء الأخرى للإنسان تنمو في عالم الرحم وتهيئ الإنسان للحياة في هذا العالم، كذلك تنمو الصفات الروحانية للإنسان هنا، مثل الحب والخدمة والتواضع والعطاء وما إلى ذلك، لتعدّه للحياة في العالم الآخر.
يعتقد البهائيون بأن الروح منفصلةٌ عن الجسد، وتستمر في الازدهار والرُقي في عالم الروح بعد انقطاع علاقتها بالجسد، أي بعد الموت. ينظر البهائيون للعلاقة بين الروح والجسد كالعلاقة بين النور والمرآة، فهذا النور الذي نراه في المرآة ما هو إلا انعكاسٌ للنور الذي يأتي من مصدرٍ آخرٍ، وعندما تنكسر المرآة يستمر النور في الإضاءة.
وتذكر الكتابات البهائية بأن هناك عوالم لا متناهية وراء هذا العالم المادي الناسوتي، والأرواح البشرية تمضي في رقيها عبر تلك العوالم للتقرب إلى الخالق عزّ وجلّ، وعملية التقرب المتعاقبة هذه تفرض على الروح التعرف على خصائصها وقِواها الكامنة وهي لا تزال تعيش في هذا العالم الناسوتي، فالحياة بجميع مراحلها ومظاهرها ما هي إلا تهيئة الروح وتهذيبها لحياتها الأبدية في جميع العوالم.
حسب الاعتقادات البهائية، إن رقي الروح في العوالم الأخرى ترجع إلى الفيوضات الإلهية ورحمته، وكذلك إلى الأعمال الصالحة والخيرات والمبرات التي يتم تقديمها باسم الفقيد في هذا العالم، وكذلك عن طريق الأدعية والمناجاة التي تتلى في ذكراه.

### الحياة التعبدية
إن العبادات بأنواعها متأصلةٌ في الحياة الدينية، ومن خلالها يستطيع الأفراد والجامعات تعزيز الرابطة الفريدة القائمة بين الخالق والبشر. هذه الرابطة تبعث بالحيوية في العلاقات التي تعزز المجتمع وتحافظ عليه – فيما بين الأفراد ومختلف عناصر الجامعة ومؤسساتها. يعتقد البهائيون بأن الدعاء والمناجاة ضروريٌ لنمو الفرد الروحاني وحيويته، فمن خلاله يمكن للمرء أن يتواصل مع الله ويعبّر عن محبته له، ويلتمس منه التأييد. والدعاء مرتبط أيضًا بتحول الفرد ونموه روحانيًا عن طريق تنمية الصفات الروحانية والتي يجب أن تنعكس على تفاعل الفرد مع الآخرين. إن القدرة على التأمل والتفكّر سمةٌ مميّزةٌ للوجود الإنساني؛ والآثار الكتابية البهائية تشير إلى أن التقدم البشري يستحيل تحققه دون التأمل والتفكر.
إن الصلاة والدعاء تعتبران جزءًا لا يتجزأ من الحياة البهائية سواء أكان ذلك على مستوى الفرد أو المجتمع أو المؤسسات. يعد الصوم والحج أيضًا من شعائر التعبد التي أدت دورًا هامًا في الحياة الدينية على مدى تاريخ البشر. كما أن العمل واحتراف المهن أيضًا يمكن اعتباره من العبادات عندما يُؤدى بروح الخدمة.
يجتمع البهائيون أيضًا مع أصدقائهم في جلساتٍ توحدهم الرغبة في مشاركة الكلمة الإلهية معًا. وتعمل جلسات التعبد والدعاء هذه على إيقاظ الأحاسيس الروحانية لدى المشاركين وتعزيز حس الخدمة المتفانية وأهمية المساهمة في التقدم الاجتماعي للمنطقة التي يعيشون فيها، وبإرفاق هذه الجلسات مع أعمال الخدمة التي يقوم بها مشاركيها، تساعد في تشكيل نمطٍ من الحياة المجتمعية تُبَثُّ فيها روح التعبّد وتساعد في تطوير المجتمع المحلي ماديًا ومعنويًا.
وتقع العبادة والخدمة في صلب نمط حياة المجتمع الذي يسعى البهائيون المساهمة في تطويره في شتى أنحاء العالم. وهما عنصران متميزان لا يمكن فصلهما في دفع حياة المجتمع قدمًا. ويتجسد تكامل مفهوم العبادة والخدمة في مؤسسة مشرق الأذكار (المعبد البهائي). إذ يتألف هيكل مشرق الأذكار من مبنىً مركزيٍ يشكّل نقطةً محوريةً للعبادة في منطقةٍ ما، وتُحيط به ملحقاتٌ لتوفير التعليم والرعاية الصحية وغير ذلك من الخدمات المعنية بالتقدم الاجتماعي والاقتصادي للمجتمع. وعلى الرغم من قلة عدد مشارق الأذكار في العالم في الوقت الحالي، إلا أنه سيتم إنشاء العديد منها في عددٍ متزايدٍ من المجتمعات، وفي المستقبل سوف يستفيد كل مجتمعٍ محليٍ من مثل هذا الصرح الذي يجمع القلوب تحت سقفٍ واحدٍ، كلٌ يدعو بارئه وخالقه، ويمارس عبادته بطريقته الخاصة، أيًا كانت ديانته ومعتقده، ويساهم بدوره في تقدم المجتمع الذي ينتمي إليه.

### المساهمة في تقدم الحضارة الإنسانية
لقد أخبر بهاء الله أتباعه أن يضعوا جلّ همّهم في احتياجات العصر الذي يعيشون فيه وأن تتمحور مشاوراتهم حول لوازمه ومتطلّباته. لذا، نادى بهاء الله بالعمل من أجل خير العموم، وبناءً على ذلك فإن البهائيين يسعون منذ وقتٍ طويلٍ للمساهمة في العمليّات الراميّة للتقدم الاجتماعي على المستوى المحلي والوطني والعالمي من خلال اتخاذ مبادراتٍ ملموسةٍ في أحيائهم وقراهم ومجتمعاتهم.

### التحرّي الشخصي عن الحقيقة وترك التقليد والتبعية
وضّحت كتابات بهاء الله بأن البحث عن الحقيقة بشكلٍ مستقلٍ هو من أهم الواجبات الأساسية لكل فردٍ. وأكد بهاء الله مرارًا بأن على المرء أن يرى العالم بعينه وليس بأعين الآخرين. تنص التعاليم البهائية على أنه ينبغي على المرء أن يبحث بنفسه عن الحقيقة بدلًا من التقليد الأعمى للآخرين أو الاعتماد على الخرافات والتقاليد كمصادر للمعرفة. فالإنسان لديه القدرة على تمييز الحقيقة، ويمكن للمرء أن يفحص في الأمور ويصل إلى الحقيقة باستخدام قوة العقل والحكمة التي منحها الله له. تنص الكتابات البهائية على أنه من أجل التحري الحقيقي عن الحقيقة، على المرء أن يتخلى عن التعصبات والتحيزات، وبما أن الحقيقة الأساسية الكامنة وراء الحقيقة واحدة، فإن التحقيق المستقل سيكون أيضًا خطوة قوية نحو تحقيق الوحدة بين البشر.
إن الروح الإنسانية تتوق إلى كشف الحقيقة ويجب أن تتمتع بكامل الحرية لتقصّي المعرفة. إن السعي لإدراك الذات والسبب من الوجود، وكيف يجب أن يعيش المرء، كل ذلك يعد حافزًا أساسيًا في الضمير الإنساني. إن هذا البحث لمعرفة الذات ومعانيها هو من جوهر الحياة نفسها، والرغبة المتأصلة في الإنسان لتحري الحقيقة حق كل إنسان وواجب عليه.
إن هذا المبدأ يساعد الفرد أيضًا على اختيار الدين الذي يراه مناسًبا لاحتياجاته، وتنص الكتابات البهائية بأن من واجبات كل فرد (ذكر أو أنثى) حرية اختيار عقيدته بعد سن البلوغ (أي سن 15). يجب البحث عن الحقيقة دون تقليد الآخرين، حتى الوالدين.
مثال آخر للبحث المستقل عن الحقيقة هو أنه لا يوجد رجال دينٍ في البهائية، وكل بهائيٍ مسؤول عن توطيد علاقته مع الله والخلق حسب فهمه للأمور وإدراكه للحقائق.

### المساواة بين الرجل والمرأة
يقول بهاء الله في كتاباته بأن الرجل والمرأة متساويان عند الله ولا يوجد جنسٌ أفضل من الآخر. فالكتابات البهائية تشير بأن الإنسان مخلوقٌ روحاني، والرجال والنساء كلاهما من خالقٍ واحدٍ وروحٍ واحدةٍ، ولا يتمتع أي منهما بامتيازٍ أو تفوقٍ على الآخر بسبب جنسه.
يرى البهائيون بأن المساواة بين النساء والرجال ومشاركتهم في مختلف المجالات شرطٌ أساسيٌ لتحقيق الوحدة والسلام والتقدم الاجتماعي في العالم. فمن وجهة النظر البهائية، عدم المساواة بين الرجل والمرأة لا يعيق تقدم المرأة فحسب، بل يعيق تقدم المجتمع ككل، ويضر أيضًا بتقدم الرجال. وضّح عبد البهاء أن كلًا من الرجل والمرأة يمتلكان نفس الإمكانيات للفضائل والذكاء، وتوضّح الكتابات البهائية بأنه مثلما يمكن للطائر أن يطير فقط عندما يكون كلا الجناحين قويين، فإن نجاح وازدهار البشرية لا يمكن أن يحدث إلا عندما تتقدم المرأة جنبًا إلى جنب مع الرجل. بالنسبة للبهائيين فإن مبدأ المساواة بين الرجل والمرأة لا يقتصر على اتخاذ الترتيبات اللازمة لمشاركة المرأة في الهياكل والأنظمة العالمية الحالية فحسب، ولا تعتبر أنه من الكافي السعي من أجل النهوض بالمرأة إلى مستوى الرجل فحسب، ولكن هناك ضرورةٌ ماسةٌ لإيجاد تغييراتٍ جذريةٍ في الأنظمة الاجتماعية التي تعزز خصائص معينة مثل الهيمنة، والتنافس العدائي الساعي للسلطة، ليفسح المجال للحب والخدمة والعمل المشترك، وهي السمات التي ترى الكتابات البهائية المرأة فيها قويةً بالفعل.
وبينما تؤكد التعاليم البهائية على المساواة الروحية والاجتماعية للمرأة والرجل، ولكن هناك بعض جوانب التمايز بين الجنسين في مجالاتٍ معينةٍ من الحياة. يُنظر إلى الرجال والنساء على أنهم يتمتعون بقوى وقدرات جسمانية مختلفة تمكّنهم من القيام بأدوارٍ مختلفةٍ بشكلٍ أفضلٍ. على سبيل المثال تتميز المرأة بقدراتها البيولوجية للأمومة، وبالتالي تنص التعاليم البهائية على أنه يجب إعطاء الفتيات الأولوية في التعليم حيث تعد الأم المربية الأولى للأطفال.

### نبذ كل أنواع التعصبات
الدين البهائي يشجّع القبول والانفتاح الثقافي والديني. يعتقد البهائيون بأن قبول مبدأ وحدة الجنس البشري يتطلب القضاء على جميع أنواع التحيزات والتعصبات بما في ذلك العنصرية والطبقية والعرقية والدينية والجنسية وغيرها من التحيزات. تشير المصادر البهائية إلى أن التحيز يؤدي إلى تشكيل صورةٍ خاطئةٍ عن الآخرين ولا تسمح للأفراد برؤية جميع البشر على أنهم متساوون ونبلاء.

تنشأ التعصبات أساسًا في العقل البشريّ. عادةً ما يحدث التحيّز عندما يشعر الشخص بإحساسٍ قويٍ بالانتماء إلى مجموعةٍ وتفوقها على الآخرين، ويطوّر صورةً سلبيةً عن الآخرين، بغض النظر عن خصائصهم الفردية التي تميزهم. يعتقد البهائيون أنه من أجل مكافحة مختلف أشكال التعصبات، يجب تنمية أنماط من التفكير واللغة والعمل التي تعزز وحدة الجنس البشري. وتؤكد الكتابات البهائية على الوحدة البيولوجية والروحية للبشرية. كتب بهاء الله:
«كلّكم أثمار شجرة واحدة وأوراق غصن واحد. فلتسلكوا معًا بكمال المحبة والاتّحاد والمودة والاتّفاق».
تنص الكتابات البهائية على أنه بما أن الجنس البشري هو وحدة عضوية موحدة، فجميع الناس لديهم نفس القدرات الأساسية، وأن الاختلافات الظاهرية، مثل لون الجلد، تعتبر سطحيةً، ولا تجعل مجموعةً عرقيةً متفوقةً على أخرى، بينما تثري تنوع الجنس البشري.

### تطابقالعلم والدين
الانسجام بين العلم والدين هو أحد المبادئ الأساسية للبهائيين. إن الكتابات البهائية لا ترى أن العلم والدين متناقضان، ولكنها تؤكد الانسجام الأساسي بين الأثنين. توضح كتابات بهاء الله أن الحقيقة واحدة، وأن العلم والدين وسيلتان لمعرفة الحقيقة وفهمها. في وجهة نظر البهائيين، يجب الرجوع إلى كلٍ من العلم والدين لفهم الحقائق. فالدين والعلم هما مصدران للمعرفة ويلعبان دورًا مكملًا، ويساعدان معًا على تحقيق تقدم الحضارة.
لقد أكد عبد البهاء أن العلم بدون الدين يؤدي إلى المادية البحتة، والدين بدون العلم يؤدي إلى الخرافات؛ كما أكد أن قوى التفكير والتحليل مطلوبة لفهم حقائق الدين. وأدان عبد البهاء الحضارات القائمة فقط على المعتقدات المادية وقال بأنها ستؤدي إلى مشاكل أخلاقية وتنهار في النهاية.

### التعليم العام الإلزامي
هناك تركيزٌ قويٌ على أهمية التعليم في الكتابات البهائية، ويعتبر التعليم أحد العوامل الرئيسية في التطور الروحي والمادي للفرد والمجتمع. تنص كتابات بهاء الله على أنه من خلال التعليم يتم تنمية قدرات الأفراد وصقل مواهبهم. ويعتبر تعليم الأطفال من أحد الواجبات الرئيسية للوالدين في الدين البهائي فهو إلزاميٌ ولا يمكن التهاون فيه، مع التركيز بشكلٍ خاصٍ على تعليم البنات لأنهم كأمهات سيربون الجيل الواعد في المستقبل.
وتؤكد تعاليم بهاء الله على ضرورة التربية الروحية والأخلاقية إلى جانب التعليم الإنساني أي اكتساب المعرفة وتعلم الفنون والحرف. فقد كتب بهاء الله أن القدرات الروحية لكل فرد لا يمكن أن تتحقق بدون التعليم الروحي، وبالتالي يحتاج الأطفال إلى التعليم الروحي الديني منذ مرحلة مبكرة. والغرض من التعليم هو تمكين الأفراد لخدمة المجتمع. وبتشجيع وتوجيه من عبد البهاء نشط البهائيون في إنشاء مدارس جديدة للفتيات والفتيان في إيران في أواخر القرن التاسع عشر، واستقبلوا فيها جميع الناس بغض النظر عن الدين أو الجنس، وكان تعليم الطلاب العلوم والفنون الحديثة إلى جانب المبادئ الأخلاقية موضع اهتمام هذه المدارس.

### القضاء علىالفقرالمدقعوالثراءالمفرط
تؤكد كتابات بهاء الله على الترابط بين الأفراد كجزءٍ من مجتمعٍ واحدٍ، وتنظر التعاليم البهائية في ضرورة القضاء على الفقر المدقع والثروة الهائلة لتحقيق توازن في الأسرة البشرية وبناء مجتمعٍ عالميٍ قائمٍ على أسس المحبة والسلام والعدالة. ولكن لم يتم تعزيز توحيد الثروة وتحقيق المساواة الاقتصادية الكاملة بين الناس كما أكد عليها الشيوعية، فباعتقاد البهائيين هذا التوحيد مستحيلٌ ويضر بالمجتمع الإنساني. أشار عبد البهاء إلى أن الفقر والثراء الفادح غير مسموحان به في مجتمعٍ رحيمٍ، لأن الفقر يضعف معنويات الناس والثراء المفرط يثقل كاهل الناس، والثروة في حد ذاتها ليست شرًا، ويمكن استخدامها في الخير ورخاء الآخرين. ذكر بهاء الله في «الكلمات المكنونة» أنه يجب على الأغنياء رعاية الفقراء، فالفقراء أمانةٌ إلهيةٌ.
صرح بهاء الله وعبدالبهاء بأنه للقضاء على الفقر المدقع والثراء المفرط هناك حاجة إلى تمهيد أنظمة اقتصادية مناسبة وكذلك تعزيز الشعور بالمسؤولية والاهتمام الاجتماعي لدى الأفراد. يعتقد البهائيون بأنه يجب إنفاق الموارد المادية للمجتمع البشري على المدى الطويل من أجل رفاهية عامة الناس، وليس المصالح قصيرة الأجل والتي تقتصر على أقلية معينة، ويجب استبدال ثقافة المنافسة والاستهلاك والجشع بالمشاركة والتعاون والخدمة. تؤكد التعاليم البهائية على العمل بروح الخدمة، وعدم التأثر بالماديات، والالتزام بالصفات الأخلاقية كالصدق والنزاهة والجدارة بالثقة في ممارسة الأنشطة الاقتصادية. ومن الأحكام التي تساعد على تحقيق التوازن بين الأولويات المادية والأساسية هو حكم حقوق الله، حيث يتبرع الفرد البهائي بتسعة عشر بالمائة من دخله سنويًا لإنفاقها على الصالح العام بعد وضع المصاريف الأساسية جانبًا.

### وجود لغة عالمية مشتركة
ترى التعاليم البهائية ضرورة تطوير لغة التواصل بين الشعوب في جميع أنحاء العالم كجزءٍ حيويٍ للوصول لوحدة العالم وتحقيق السلام. صرّح بهاء الله أن الافتقار إلى لغةٍ مشتركةٍ هو عائقٌ رئيسيٌ أمام الوحدة العالمية لأن نقص التواصل بين الشعوب من مختلف اللغات يقوّض الجهود المبذولة لتحقيق السلام العالمي ويسبب سوء الفهم؛ وقد حثّ على أن تختار البشرية لغةً مساعدةً يتم تدريسها في المدارس بالإضافة إلى اللغة الأم، حتى يتمكن الناس من فهم بعضهم البعض. وصرّح أيضًا بأنه إلى أن يتم اعتماد لغة مساعدة عالميًا، فإن الوحدة الكاملة بين مختلف أجزاء العالم ستظل غير محققة.
شدّد بهاء الله على أنه يجب ألا تقمع اللغة المساعدة اللغات الأصيلة الموجودة في الثقافات المختلفة في العالم، وأن مفهوم الوحدة في التنوع يجب تطبيقه على اللغات أيضًا. تنص التعاليم البهائية على أن عدم التجانس الثقافي يتوافق مع الوحدة، وأنه في الوقت الحاضر في تاريخ البشرية يجب احتضان التنوع الثقافي لأن الإنسانية تثريها الثقافات المختلفة المتأصلة في جميع أنحاء العالم. تنص التعاليم البهائية أيضًا على أن وجود لغة مساعدة دولية سيزيل الضغط من تعظيم لغات الأغلبية وبالتالي الحفاظ على لغات الأقليات، وبذلك سيحتفظ كل شخصٍ بلغته الأم، وبالتالي تبقى ثقافات الأقليات على قيد الحياة.

### تأسيس السلام العالمي
إن تحقيق السلام العالمي هو أحد أهداف البهائيين الأساسية، وفيه دعوة للبشرية لقبول مبدأ وحدة الجنس البشري وفضّ النزاعات والحروب عالميًا من خلال العمل المشترك القائم على قبول مبدأ الوحدة في التنوع، ومساواة البشر، والعدالة، والمساواة بين الجنسين، على المستويين المحلي والدولي. إن المبادئ الأخرى التي يربطها البهائيون بتحقيق السلام العالمي تشمل العدالة الاقتصادية والقضاء على الفقر المدقع والثراء المفرط، والقضاء على جميع أشكال التحيزات والتعصبات، والتعليم العام الإلزامي، وكذلك التوافق بين العلم والدين، واختيار لغة عالمية واحدة يتعلمها الجميع بالإضافة إلى لغتهم الأم لتسهيل التواصل الدولي.
تشجع التعاليم البهائية التحول الفردي والاجتماعي على أساس دراسة وتطبيق المبادئ الأخلاقية والروحية. وفي ذلك يعمل البهائيون على التعرف على المبادئ الأساسية لمجتمعٍ سلميٍ متناغمٍ وإيجاد طرقٍ عمليةٍ لتطبيق هذه المبادئ ومشاركتها مع الآخرين.